# James Tillis
James „Quick“ Tillis (* 5. Juli 1957 in Tulsa) ist ein ehemaliger US-amerikanischer Schwergewichtsboxer.

## Laufbahn
Er wurde 1978 Profi und schlug zunächst eine Reihe unbekannte Aufbaugegner. Nach zwanzig Siegen erhielt er eine Titelchance gegen den WBA-Weltmeister Mike Weaver, den er zu Beginn des Kampfes klar beherrschte, bevor er konditionell völlig einbrach und über 15 Runden nach Punkten verlor.
Im Jahr 1982 gelang ihm ein Punktsieg gegen Earnie Shavers, doch gegen Pinklon Thomas, Greg Page und Tim Witherspoon verlor er jeweils durch Technischen K. o.
Carl Williams, Marvis Frazier, Gerrie Coetzee und Tyrell Biggs schlugen ihn in der Folgezeit nach Punkten. Zu diesem Zeitpunkt galt er als ein Aufbaugegner für Nachwuchstalente.
Sein bekanntester Kampf fand jedoch am 3. Mai 1986 gegen den in 19 Kämpfen ungeschlagenen Mike Tyson statt. Tyson schlug ihn zwar in der vierten Runde zu Boden, er hatte aber viele Probleme mit Tillis' schnellem Boxen und den harten Körpertreffern. Tillis verlor zwar nach Punkten, war aber der erste Boxer, der mit Tyson über die volle Distanz ging.
Er konnte von diesem Achtungserfolg aber nicht mehr profitieren. Er boxte noch bis 2001 und verlor in dieser Zeit unter anderem gegen Joe Bugner, Frank Bruno, Evander Holyfield, Gary Mason und Tommy Morrison.

## Sonstiges
Tillis verfügte über einen Boxstil, der dem von Muhammad Ali äußerst ähnlich war („Fliegen wie ein Schmetterling, stechen wie eine Biene“).
Er wurde wie Ali von Angelo Dundee trainiert.